# Citi Open 2016
Citi Open 2016 — тенісний турнір, що проходив на відкритих кортах з твердим покриттям William H.G. FitzGerald Tennis Center у Вашингтоні (США). Це був 48-й за ліком Відкритий чемпіонат Вашингтона серед чоловіків і 6-й - серед жінок. Належав до категорії 500 у рамках Світовий Тур ATP 2016, а також до Турніри WTA International в рамках Туру WTA 2016. Тривав з 18 до 24 липня 2016 року.

## Очки і призові

### Розподіл очок
| Дисципліна                 | П   | Ф   | ПФ  | ЧФ | 1/8 | 1/16 | 1/32 | Q   | Q2  | Q1  |
| Одиночний розряд, чоловіки | 500 | 300 | 180 | 90 | 45  | 20   | 0    | 10  | 4   | 0   |
| Парний розряд, чоловіки    | 500 | 300 | 180 | 90 | 0   | Н/Д  | Н/Д  | 10  | Н/Д | 0   |
| Одиночний розряд, жінки    | 280 | 180 | 110 | 60 | 30  | 1    | Н/Д  | 18  | 12  | 1   |
| Парний розряд, жінки       | 280 | 180 | 110 | 60 | 1   | Н/Д  | Н/Д  | Н/Д | Н/Д | Н/Д |

### Розподіл призових грошей
| Дисципліна                 | П        | Ф        | ПФ      | ЧФ      | 1/8     | 1/16    | 1/321  | Q2     | Q1   |
| Одиночний розряд, чоловіки | $348,200 | $165,555 | $78,835 | $39,420 | $19,725 | $10,550 | $6,015 | $1,205 | $615 |
| Парний розряд, чоловіки *  | $108,250 | $51,470  | $25,370 | $13,020 | $6,780  | Н/Д     | Н/Д    | Н/Д    | Н/Д  |
| Одиночний розряд, жінки    | $43,000  | $21,400  | $11,500 | $6,200  | $3,420  | $2,220  | Н/Д    | $1,285 | $750 |
| Парний розряд, жінки *     | $12,300  | $6,400   | $3,435  | $1,820  | $960    | Н/Д     | Н/Д    | Н/Д    | Н/Д  |

1 кваліфаєри отримують і призові гроші 1/32 фіналу

* на пару

## Учасники основної сітки в рамках чоловічого турніру

### Сіяні учасники
| Країна     | Гравець              | Рейтинг1 | Сіяний |
| ---------- | -------------------- | -------- | ------ |
| США        | Джон Ізнер           | 16       | 1      |
| Франція    | Гаель Монфіс         | 17       | 2      |
| Австралія  | Бернард Томіч        | 19       | 3      |
| Франція    | Бенуа Пер            | 23       | 4      |
| США        | Стів Джонсон         | 25       | 5      |
| США        | Джек Сок             | 26       | 6      |
| Німеччина  | Олександр Звєрєв     | 27       | 7      |
| США        | Сем Кверрі           | 29       | 8      |
| ПАР        | Кевін Андерсон       | 31       | 9      |
| Сербія     | Віктор Троїцький     | 32       | 10     |
| Україна    | Олександр Долгополов | 33       | 11     |
| Болгарія   | Григор Димитров      | 37       | 12     |
| Хорватія   | Іво Карлович         | 38       | 13     |
| Люксембург | Жіль Мюллер          | 39       | 14     |
| Кіпр       | Маркос Багдатіс      | 43       | 15     |
| Хорватія   | Борна Чорич          | 54       | 16     |

- 1 Рейтинг подано станом на 11 липня 2016

### Інші учасники
Учасники, що потрапили до основної сітки завдяки вайлд-кард:
- Рейллі Опелка
- Денис Шаповалов
- Френсіс Тіафо
- Олександр Звєрєв

Гравець, що потрапив в основну сітку, використавши захищений рейтинг: 
- Браян Бейкер

Гравці, що потрапили до основної сітки через стадію кваліфікації:
- Джеймс Дакворт
- Джаред Доналдсон
- Ернесто Ескобедо
- Раян Гаррісон
- Алекс Кузнєцов
- Венсан Мійо

### Відмовились від участі
До початку турніру
- Річардас Беранкіс →його замінив  Бйорн Фратанджело
- Томаш Бердих →його замінив  Юіті Суґіта
- Ернестс Гульбіс →його замінив  Сем Грот
- Хуан Мартін дель Потро →його замінив  Бенжамін Бекер
- Нік Киріос →його замінив  Йосіхіто Нісіока
- Ражів Рам →його замінив  Лукаш Лацко

### Знялись
- Іван Додіг

## Учасники основної сітки в парному розряді

### Сіяні пари
| Країна    | Гравець       | Країна   | Гравець            | Рейтинг1 | Сіяний |
| --------- | ------------- | -------- | ------------------ | -------- | ------ |
| Бразилія  | Марсело Мело  | Бразилія | Бруно Соарес       | 14       | 1      |
| Канада    | Деніел Нестор | Франція  | Едуар Роже-Васслен | 18       | 2      |
| Румунія   | Флорін Мерджа | Румунія  | Горія Текеу        | 26       | 3      |
| Філіппіни | Трет Х'юї     | Білорусь | Макс Мирний        | 38       | 4      |

- 1 Рейтинг подано станом на 11 липня 2016

### Інші учасники
Нижче наведено пари, які отримали вайлдкард на участь в основній сітці:
- Тейлор Фріц  /  Рейллі Опелка
- Деніс Кудла  /  Френсіс Тіафо

Нижче наведено пари, що пробились в основну сітку через стадію кваліфікації:
- Браян Бейкер /  Остін Крайчек

### Знялись
- Трет Х'юї

## Учасниці основної сітки в рамках жіночого турніру

### Сіяні учасниці
| Країна      | Гравчиня            | Рейтинг 1 | Сіяна |
| ----------- | ------------------- | --------- | ----- |
| Австралія   | Саманта Стосур      | 14        | 1     |
| США         | Слоун Стівенс       | 23        | 2     |
| Пуерто-Рико | Моніка Пуїг         | 33        | 3     |
| Франція     | Крістіна Младенович | 34        | 4     |
| Канада      | Ежені Бушар         | 40        | 5     |
| Казахстан   | Юлія Путінцева      | 42        | 6     |
| Бельгія     | Яніна Вікмаєр       | 46        | 7     |
| Румунія     | Моніка Нікулеску    | 53        | 8     |

- 1 Рейтинг подано станом на 11 липня 2016

### Інші учасниці
Учасниці, що потрапили до основної сітки завдяки вайлд-кард:
- Франсуаз Абанда
- Юс'ю Мейтейн Арконада
- Саманта Кроуфорд
- Джессіка Пегула

Гравчині, що потрапили в основну сітку, використавши захищений рейтинг:
- Ваня Кінґ
- Александра Возняк

Учасниці, що пробились в основну сітку через стадію кваліфікації:
- Лорен Албанезе
- Варвара Флінк
- Алла Кудрявцева
- Чжу Лінь

Учасниці, що потрапили до основної сітки як щасливий лузер:
- Хірото Кувата

### Відмовились від участі
До початку турніру
- Луїза Чиріко → її замінила  Таміра Пашек
- Маргарита Гаспарян → її замінила  Одзакі Ріса
- Ваня Кінґ (зміна графіку) → її замінила  Хірото Кувата
- Міряна Лучич-Бароні → її замінила  Александра Возняк
- Ван Цян → її замінила  Крістіна Кучова
- Гезер Вотсон → її замінила  Лорен Девіс

Під час турніру
- Таміра Пашек (запалення верхніх дихальних шляхів)

### Знялись
- Каролін Возняцкі (травма спини)

## Учасниці основної сітки в парному розряді

### Сіяні учасниці
| Країна          | Гравчиня           | Країна          | Гравчиня         | Рейтинг1 | Сіяна |
| --------------- | ------------------ | --------------- | ---------------- | -------- | ----- |
| Канада          | Габріела Дабровскі | КНР             | Ян Чжаосюань     | 114      | 1     |
| Велика Британія | Наомі Броді        | Японія          | Мію Като         | 146      | 2     |
| США             | Ніколь Мелічар     | КНР             | Сюй Шилінь       | 226      | 3     |
| Росія           | Ксенія Ликіна      | Велика Британія | Емілі Веблі-Сміт | 300      | 4     |

- 1 Рейтинг подано станом на 11 липня 2016

### Інші учасниці
Нижче наведено пари, які отримали вайлдкард на участь в основній сітці:
- Малкія Менгені /  Нідгі Сурапанені

### Відмовились від участі
До початку турніру
- Франсуаз Абанда (травма пальця правої руки)

### Знялись
- Крістіна Кучова (травма спини)

## Переможці та фіналісти

### Чоловіки. Одиночний розряд
- Гаель Монфіс —  Іво Карлович, 5–7, 7–6(8–6), 6–4

### Одиночний розряд. Жінки
- Яніна Вікмаєр —  Лорен Девіс, 6–4, 6–2

### Парний розряд. Чоловіки
- Деніел Нестор /  Едуар Роже-Васслен —  Лукаш Кубот /  Александер Пея, 7–6(7–3), 7–6(7–4)

### Парний розряд. Жінки
- Моніка Нікулеску /  Яніна Вікмаєр —  Аояма Сюко /  Одзакі Ріса, 6–4, 6–3